# Teratosphaeria angophorae
Teratosphaeria angophorae är en svampart som först beskrevs av Andjic, Carnegie & P.A. Barber, och fick sitt nu gällande namn av Andjic, Carnegie & P.A. Barber 2009. Teratosphaeria angophorae ingår i släktet Teratosphaeria och familjen Teratosphaeriaceae.   Inga underarter finns listade i Catalogue of Life.